# 劇団たいしゅう小説家
劇団たいしゅう小説家（げきだんたいしゅうしょうせつか）は日本の劇団。株式会社キティフィルムが運営。第1回公演は2002年8月。
演劇、映画、テレビなど各界で活躍するクリエイターによる業際交流プロジェクトの色彩が強い。事実上の固定メンバーはプロデューサーの高橋正行だけであり、俳優、演出家などのスタッフは公演ごとに編成される。

## 公演記録
第1回　笑説･6人の怒れる優しいヒト々
作：山田隆道　演出：花緒垂志　主演：渡辺慶
2002年8月31日～9月1日　東京・日本橋劇場
第2回　白い嘘
作：カニリカ　演出：大久保なみ　主演：大河内奈々子
2003年3月14日～3月16日　東京・東京芸術劇場
第3回　さよならの贈り物
作：光行ハナ　演出：日名子雅彦　主演：堀江慶、井上晴美
2003年12月23日～12月27日　東京・東京芸術劇場
第4回　世紀末三人姉妹
作・演出：堀江慶（アントン・チェーホフ『三人姉妹』より）　主演：小沢真珠、津田寛治
2004年4月24日～5月2日　東京・東京芸術劇場
2004年5月7日～5月8日　大阪・メルパルク大阪
第5回　恋の骨折り損? LovesLaboursLost
訳：亜古（ウィリアム・シェイクスピア『恋の骨折り損』より）　演出：宮下昇　主演：村上幸平、三船美佳
2004年7月15日～7月19日　東京・東京芸術劇場
第6回　GOOD LADY×BAD BOYS
作・演出：吉村ゆう　主演：高嶺ふぶき、飯沼誠司
2004年12月15日～12月19日　東京・東京芸術劇場
第7回　コトブキ!
作：カニリカ　演出：三枝孝臣　主演：一色紗英、岩崎ひろみ、村上幸平
2005年4月24日～5月19日　東京・東京芸術劇場
第8回　H～i!Jack!!～やぁ!ジャックさん!!～
作：井上敏樹　演出：佐藤健光　主演：松田悟志、林泰文
2005年7月23日～7月31日　東京・東京芸術劇場
第9回　WEL-COME to パラダイス～
作・演出：吉村ゆう　主演：モト冬樹、菊池麻衣子
2006年2月9日～2月19日　東京・東京芸術劇場
第10回　泥棒役者
作・演出：西田征史　主演：片桐仁、きたろう
2006年9月9日～9月18日　東京・東京芸術劇場
2006年9月23日～9月24日　神戸・新神戸オリエンタル劇場
第11回　無敵な男達
作：カニリカ　演出：上田一軒　主演：岩﨑大(Studio Life)
2006年12月1日～12月1日　東京・東京芸術劇場
第12回　人生最良みたいな～!日?～葬儀と結婚式が同じ日に?!～
作：古怒田健志　原案・監修：井上敏樹　演出：鬼頭理三　主演：松田悟志
2007年4月29日～5月6日　東京・東京芸術劇場
第13回　ぶるー・ブルー・バースディ
作：廣岡豊　演出：矢野義幸　主演：いしだ壱成、中澤裕子
2007年6月22日～7月2日　東京・東京芸術劇場
COMEDY TRAIN 1号　ディレクション
作：演出：吉村ゆう　主演：川野太郎、汐風幸
2007年9月15日～9月25日　東京・東京芸術劇場
第14回　SOHJI・そうぢ!
作・演出：林　邦應　主演：石井正則(アリtoキリギリス)
2008年1月19日～1月27日　東京・本多劇場
劇団たいしゅう小説家present`s　夏の夜の夢
作： W ・シェイクスピア　訳･脚本：坪田文　演出：深寅芥 主演：浅利陽介 　
2008年12月13日～12月21日
第15回公演 SHURABA
作：伊沢勉　作・演出：井田國彦 主演：IZAM
2009年7月18日～7月26日 東京・東京芸術劇場
劇団たいしゅう小説家第present`s　キマズゲ～愛のことば～
作・演出：坪田塁 主演：モト冬樹
2010年4月29日～5月5日 東京・東京芸術劇場
劇団たいしゅう小説家present's MODO10BAN☆SHOW 舞 Vol.2 『もうひとつのハムレット ～イキツクサキノ花～ 』
作： W ・シェイクスピア　訳・脚色・演出：湯澤公敏 主演：門戸竜治
2010年5月22日～5月30日 東京・MAKOTOシアター銀座
劇団たいしゅう小説家 Present's『ゲキ☆ハピ』
作･演出：菅野臣太朗
2010年9月18日～9月23日 東京・MAKOTOシアター銀座
劇団たいしゅう小説家 Present's『おれの舞台』
作：井上敏樹　演出：田﨑竜太　主演：井上正大
2013年4月13日～4月21日 東京・豊島区立舞台芸術交流センター